# Psalm 95

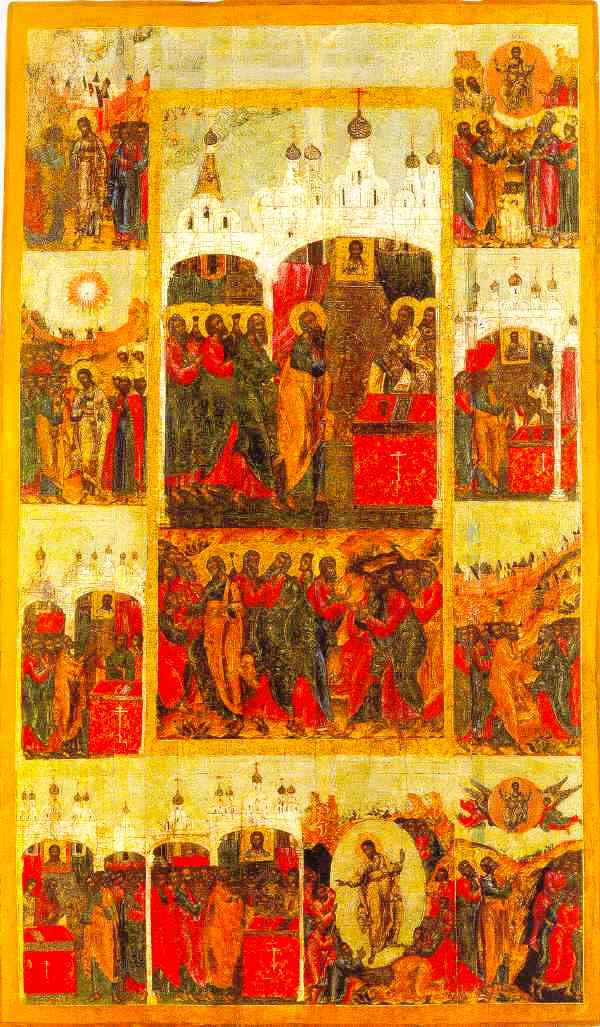
Psalm 95

Der 95. Psalm (nach griechischer Zählung der 94.) ist ein Psalm aus dem vierten Buch der Psalmen. Er ist der Gattung der „prophetischen Liturgie“ zugehörig. 

## Gattung
Der Psalm zerfällt in zwei große Teile, wobei der erste Teil der Gattung der „Hymnen“ zugehörig ist, während der zweite Teil ein Orakel enthält.

## Liturgischer Gebrauch
Im öffentlichen Gottesdienst im Judentum wird in der Synagoge mit dem Psalm 95 der „Empfang des Schabbat“ (Kabbalat Schabbat) eingeleitet, im Sinne eines Invitatoriums.

## Gliederung
Der Alttestamentler Hermann Gunkel gliedert den Psalm folgendermaßen:
1. Vers 1–7d: Hymnus der Gemeinde zu Ehren Gottes
  1. Vers 1–5 besingen JHWHs Größe (Mit Vers 1f. als Einleitung dazu)
  2. Vers 6–7d: Jubel (Mit Vers 6 als Einleitung)
2. Vers 7–11: göttliches Orakel: Mahnung und Drohung
  1. Vers 7: Einführung
  2. Vers 8–10: Entgegenhalten des Beispiels der Vergangenheit

## Datierung
Der Psalm kann auf die Zeit nach der Rückkehr aus der babylonischen Gefangenschaft datiert werden, da man herauslesen kann, dass die Gemeinde aufgrund ihrer elenden Verhältnisse sich gegen das Walten Gottes erhob.